# Diastema (geslacht)
Diastema is een geslacht van vlinders van de familie Uilen (Noctuidae), uit de onderfamilie Acontiinae.

## Soorten
- D. argillophora Dyar, 1914
- D. dosceles Dyar, 1918
- D. morata Schaus, 1894
- D. panteles Dyar, 1913
- D. tigris Guenée, 1852